# Rally Terra da Auga de 2020
El Rally da Auga de 2020, oficialmente 7.º Rally Terra da Auga fue la séptima edición, la tercera ronda de la temporada 2020 del Súper Campeonato de España de Rally y la segunda del Campeonato de España de Rally de Tierra. Se celebró del 25 al 26 de septiembre y contó con un itinerario de ocho tramos sobre tierra que sumaban un total de 100,42 km cronometrados. Inicialmente estaba programado para el 15 y 16 de mayo pero se retrasó debido a la pandemia de COVID-19.

## Itinerario
| Día   | Tramo | Nombre | Distancia | Hora  | Ganador                                | Tiempo  | Líder      |
| ----- | ----- | ------ | --------- | ----- | -------------------------------------- | ------- | ---------- |
| Día 1 | TC1   | Arzúa  | 10,51 km  | 09:13 | Pepe López                             | 7:58.7  | Pepe López |
| Día 1 | TC2   | Melide | 10,40 km  | 09:47 | Pepe López Nil Solans José Luis Peláez | 7:02.3  | Pepe López |
| Día 1 | TC3   | Melide | 10, 51 km | 12:10 | Nil Solans                             | 7:46.2  | Nil Solans |
| Día 1 | TC4   | Arzúa  | 10, 40 km | 12:44 | Nil Solans                             | 6:35.1  | Nil Solans |
| Día 1 | TC5   | Touro  | 15,32 km  | 16:08 | Nil Solans                             | 9:07.7  | Nil Solans |
| Día 1 | TC6   | O Pino | 13,98 km  | 16:38 | Nil Solans                             | 10:19.4 | Nil Solans |
| Día 1 | TC7   | Touro  | 15,32 km  | 18:20 | Alexander Villanueva                   | 9:42.8  | Nil Solans |
| Día 1 | TC8   | O Pino | 13,98 km  | 18:20 | Nil Solans                             | 10:29.4 | Nil Solans |

## Clasificación final
| Pos. | Piloto               | Copiloto                 | Automóvil              | Tiempo    | Diferencia |
| ---- | -------------------- | ------------------------ | ---------------------- | --------- | ---------- |
| 1.   | Nil Solans           | Claudi Ribeiro           | Škoda Fabia R5         | 1:09:12.3 | 0.0        |
| 2.   | Alexander Villanueva | Xavier Amigó             | Škoda Fabia Rally2 evo | 1:11:08.6 | +1:56.3    |
| 3.   | Gorka Eizmendi       | Diego Sanjuan de Eusebio | Škoda Fabia R5         | 1:11:10.5 | +1:58.2    |
| 4.   | José Luis Peláez     | Rodolfo del Barrio       | Škoda Fabia R5         | 1:12:37.4 | +3:25.1    |
| 5.   | Eduard Pons          | Alberto Chamorro         | Škoda Fabia Rally2 evo | 1:14:30.3 | +5:18.0    |
| 6.   | Daniel Alonso        | Salvador Belzunces       | Ford Fiesta Rally2     | 1:15:11.8 | +5:59.5    |
| 7.   | Juan Pablo Castro    | Juan José Leal           | Škoda Fabia R5         | 1:15:26.3 | +6:14.0    |
| 8.   | Félix Macías         | Alejandro Portela        | Subaru Impreza STi N15 | 1:15:59.7 | +6:47.4    |
| 9.   | Sergi Francolí       | María Salvo              | Peugeot 208 Rally4     | 1:17:24.6 | +8:12.3    |
| 10.  | Óscar Palomo         | José Antonio Pintor      | Peugeot 208 Rally4     | 1:17:28.4 | +8:16.1    |